# Flintshire
Flintshire (walesi nyelven: Sir y Fflint) egy megye észak-kelet Walesben, melyet keletről az angol Cheshire megye határol, nyugatról Dengbigshire és délről Wrexham. Nevét az egykori Flintshire megyéről kapta. Flintshire a Welsh Marches (határvidék) része, az egykori Chester és Flint grófság egy részét alkotta. A megyét a Flintshire megyei tanács kormányozza, központja Moldban található.
Flintshire nevét az egykori, 1536-ban létrehozott Flintshire megyéből kapta, amely 1974-ig létezett, amikor az 1972-es helyi önkormányzati törvény alapján megszüntették. Az 1996-os újjáalakítása a helyi önkormányzatokról (Wales) szóló 1994. évi törvény alapján nem követi ezeket az eredeti határokat, és kisebb területet fed le. Flintshire jelenlegi közigazgatási területe (egységes hatóság és fő terület) 1996-ban a korábbi Clwyd közigazgatási megye három kisebb területre felosztásából alakult.
Itt található ez az egyetlen városi utca Angliában és Walesben, ahol a határ a város közepén húzódik, Saltneyben. Az utca nyugati oldalán lévő házak a Flintshire Megyei Tanács területén és az észak-walesi rendőrség joghatósága alatt találhatók, míg a keleti oldalon lévő házak a Cheshire West és Chester egységes hatósági körzetében és a Cheshire Police illetékességi területén találhatók.